# Cenestra matutina
Cenestra matutina är en insektsart som först beskrevs av Walker 1851.  Cenestra matutina ingår i släktet Cenestra och familjen Flatidae. Inga underarter finns listade i Catalogue of Life.